# إد غوستافسون
إد غوستافسون (بالإنجليزية: Ed Gustafson)‏ هو لاعب كرة قدم أمريكية أمريكي، ولد في 4 أبريل 1922 في مولين في الولايات المتحدة، وتوفي في 25 نوفمبر 2012 في ماديسون في الولايات المتحدة.